# 齿奈斯蛛
齿奈斯蛛（学名：Nesticella odontus）为类球蛛科奈斯蛛属的动物。在中国大陆，分布于浙江、安徽等地，常生活于石块下。该物种的模式产地在浙江。